# 文科
文科（ぶんか）は、漢字文化圏で使用される言葉。
以下の意味で用いられる。
1. 理科に対する文科。文系・文科系。人文社会科学。本項で解説する内容。
2. 人文学。文学部（文科大学）。
3. 文学。文芸学。

## 文科系の学科

### 高等教育
- 文学部（文科）等で講じられる学科
  - 哲学・倫理学
  - 文学（文藝学）
  - 史学
  - 宗教学
  - 社会学
  - 言語学
  - 心理学
  - 人文地理学
  - 文化人類学
- 法学部（法科）等で講じられる学科
  - 法学
  - 政治学
- 商学部（商科）・経済学部等で講じられる学科
  - 経済学
  - 経営学

### 初等中等教育
- 国語科
- 英語科
- 社会科・地理歴史科・公民科
- 道徳科

## 主な教育機関
- 旧制高等学校高等科文科[1]
- 東京大学教養学部前期課程文科（文科一類・文科二類・文科三類）→東京大学の科類